# Aphanocephalus biroi
Aphanocephalus biroi is een keversoort uit de familie Discolomatidae. De wetenschappelijke naam van de soort is voor het eerst geldig gepubliceerd in 1953 door Hans John.
A. Biroi wordt aangetroffen in Simbang, Morobe (Papoea-Nieuw-Guinea) bij de golf van Huon (Huonschiereiland). Biroi is langbehaard. Hij lijkt op Aphanocephalus dilutus maar is breder in omvang en heeft een geelbruin pronotum (rugplaat van de prothorax) dat in tegenstelling tot dat van dilutus halfcirkelvormig omrand is.